# Hinkmar av Reims
Hinkmar av Reims (franska: Hincmar de Reims), född 806, död 21 december 882 i Epernay, var ärkebiskop av Reims.
Hinkmar tillhörde en förnäm släkt. Han uppfostrades i klostret i Saint-Denis, där han sedermera ingick som munk. Då detta klosters abbot, Hilduin, på grund av att han i striden mellan kejsar Ludvig den fromme och hans söner tagit parti för de senare, landsförvisades till hertigdömet Sachsen, följde Hinkmar honom i landsflykten, men blev snart återkallad och utverkade även att Hilduin återinsattes i abbotsvärdigheten. Hinkmar återvann fullständigt kejsarens ynnest och fick ännu större inflytande hos Ludvig den frommes yngste son, Karl den skallige. Av denne fick Hinkmar flera abbotsstift och valdes 845 till ärkebiskop i Reims.
Som ärkebiskop utvecklade Hinkmar en stor både kyrklig och politisk verksamhet. Han var ett kraftigt stöd åt Karl den skallige och bidrog väsentligen genom sitt inflytande att omintetgöra Ludvig den tyskes försök att inkräkta dennes rike. Samma trohet visade han Karl den skalliges son och efterträdare, Ludvig den stammande, och dennes båda söner Ludvig III och Karloman II. Men å andra sidan tvekade han icke att mot den världsliga makten föra ett frimodigt språk och hävda kyrkans anseende, ty ehuru konungskt sinnad, var han dock på samma gång hierark.
Framförallt sökte han upprätthålla sin ärkebiskopliga myndighet och drog i fejd till och med mot en sådan påve som Nicolaus I. I striden mot denne drog han dock det kortare strået. Biskopar som avsattes av Hinkmar blev av påven återinsatta i sina ämbeten. Obehagligast för honom var hans långvariga tvist med munken Gottschalk, som i en skrift ensidigt hyllat läran om den gudomliga predestinationen samt därför blivit på Hinkmars befallning fängslad och offentligen gisslad. Den allmänna meningen åtog sig Gottschalks sak, och flera lärde teologer uppträdde till försvar för hans åsikter. Även denna sak drogs inför påve Nikolaus I, som också i denna fråga uttalade sitt ogillande mot Hinkmar, utan att dock fälla något bestämt utslag i själva lärotvisten, som föranlett Hinkmar att i denna fråga själv uppträda såsom teologisk författare.
Även på annat sätt gjorde Hinkmar sig känd som skriftställare, och man har ännu i behåll en mängd kyrkliga stadgar, brev och avhandlingar, som flutit ur hans penna. Av dessa förtjäna särskilt omnämnas skriften De regis persona et de regio ministerio, ett slags "konungaspegel", framställande en konungs kall och plikter, samt en lång skrivelse till de franska stormännen, som rådfrågat honom rörande inrättandet av Karlomans styrelse. Sistnämnda skrift innehåller ett utdrag ur Adalhards avhandling De ordine palatii, en upplysande redogörelse för ordningen vid Karl den stores hov och herredagar.
Hinkmar dog 21 december 882 i Epernay, dit han flytt undan nordmännen, som belägrade Reims.